# Phyllomya rufiventris
Phyllomya rufiventris (лат.) — вид тахин рода Phyllomya из подсемейства Dexiinae.

## Описание
Мелкие и среднего размера мухи (длина тела от 7,2 до 8,9 мм), стройные, черноватые. Голова у самца почти голоптическая, у самки дихоптическая; парафация голая; щёки около 1/4 от высоты глаза; ариста довольно длинноперистая; щупики чёрные; 1 предшовная и 0 постшовная акростихальные щетинки; 2 катепистернальные щетинки; коста голая сверху, волосатая снизу; средние голени с 1 переднедорсальной щетинкой; задние голени с 2 предвершинными дорсальными щетинками; коготки и пульвиллы самца длиннее 5-го членика лапки; брюшко широко красновато-желтое от синтергита 1+2 до передней части 4-го тергита, чёрное в основании синтергита 1+2, срединно-спинной продольной части 3-го и 4-го тергитов, задней части 4-го тергита и всего 5-го тергита. Лицо уплощённое, без лицевого киля; щупики довольно тонкие, слабо булавовидные. Простернум голый.

## Классификация
Вид был впервые описан в 1992 году, а его валидный статус подтверждён в 2022 году в ревизии, проведённой японским диптерологом Хироси Сима (Kyushu University Museum, Университет Кюсю, Hakozaki, Япония).

## Распространение
Вьетнам, Китай (Юньнань), Таиланд.